# Изворско
Изворско (болг. Изворско) — село в Болгарии. Находится в Варненской области, входит в общину Аксаково. Население составляет 910 человек.

## Политическая ситуация
В местном кметстве Изворско, в состав которого входит Изворско, должность кмета (старосты) исполняет Иван  Радев Иванов (коалиция в составе 6 партий: Граждане за европейское развитие Болгарии (ГЕРБ), Демократы за сильную Болгарию (ДСБ), Национальное движение «Симеон Второй» (НДСВ), ВМРО — Болгарское национальное движение, Болгарский земледельческий народный союз (БЗНС), Союз демократических сил (СДС)) по результатам выборов.
Кмет (мэр) общины Аксаково — Атанас Костадинов Стоилов (коалиция в составе 3 партий: Граждане за европейское развитие Болгарии (ГЕРБ), Национальное движение «Симеон Второй» (НДСВ), Союз демократических сил (СДС)) по результатам выборов.